# Kevin Castaño
Kevin Duván Castaño Gil (* 29. September 1999 in Itagüí) ist ein kolumbianischer Fußballspieler.

## Karriere

### Verein
Castaño begann seine Karriere bei den Rionegro Águilas. Im Dezember 2020 gab er sein Debüt in der Categoría Primera A, dies blieb zugleich sein einziger Einsatz in der Saison 2020. In der Saison 2021 zählte er dann fest zum Profikader und kam zu 23 Einsätzen. In der Saison 2022 absolvierte er 35 Spiele im kolumbianischen Oberhaus. In der Saison 2023 absolvierte er 15 Spiele, ehe er im Juli 2023 nach Mexiko zum CD Cruz Azul wechselte. Bis zum Ende der Saison 2023 spielte er 13 Mal in der Liga MX.
Nach nur einem halben Jahr in Nordamerika wechselte Castaño im Januar 2024 nach Russland zum FK Krasnodar. Bis zum Ende der Saison 2023/24 absolvierte der Mittelfeldspieler neun Spiele in der Premjer-Liga.
Mitte März 2025 wechselte er zum argentinischen Verein River Plate.

### Nationalmannschaft
Castaño debütierte im Januar 2023 in einem Testspiel gegen die USA für die kolumbianische Nationalmannschaft. Mit dieser nahm er 2024 an der Copa América teil, die Kolumbien als Zweiter beendete. Beim Turnier kam Castaño in vier der sechs Spiele seines Landes zum Zug.